# Cap Nygchigen
Le cap Nygchigen ou Mys Nygchigen est un cap russe situé à l'est de la péninsule Tchouktche (Sibérie extrême orientale). Il sépare la baie Mechigmen au nord et le détroit Seniavine au sud.
Le cap Nygchigen est un point référence pour la navigation. Un phare est situé au niveau du cap.

## Géographie
Le cap Nygchigen est un cap à l'est de la péninsule Tchouktche.
Le cap sépare la baie Mechigmen située au nord du détroit Seniavine au sud.

## Navigation et sécurité
Le cap Nygchigen est un point référence pour la navigation dans les eaux sibériennes.
Afin d'assurer la sécurité des bateaux croisant dans la zone, un phare se trouve au niveau du cap. D'une hauteur d'environ 11 mètres, le phare est une tour pyramidale blanche avec une bande noire horizontale. Le signal est un flash d'une fréquence de 0,4 hertz. Son plan focal est de 48 mètres.